# Les Yeux de Julia
Pour plus de détails, voir Fiche technique et Distribution.
Les Yeux de Julia (Los ojos de Julia) est un thriller horrifique espagnol écrit et réalisé par Guillem Morales sur le scénario coécrit avec Oriol Paulo mettant en scène Belén Rueda dans le rôle des deux sœurs jumelles et Lluís Homar en époux de Julia. Distribué par DeAPlaneta, ce film est sorti le 20 octobre 2010 en Espagne.
Sous le titre international Julia's Eyes, ce long-métrage a été présenté le 11 septembre 2010 au Festival international du film de Toronto, le 7 octobre 2010 au Festival international du film de Catalogne et le 1er avril 2011 au Festival international du film de Hong Kong.
En France, il est distribué par Universal Pictures International, le 22 décembre 2010.

## Synopsis
Lorsque Sara est décédée, tout parait indiquer qu'elle s'est suicidée. Mais sa sœur Julia refuse d'y croire et décide d'enquêter sur les circonstances réelles du décès. Au gré de ses découvertes, Julia devient peu à peu la cible d'une menace qu'elle semble être la seule à percevoir, alors que sa vue baisse progressivement.

## Fiche technique
- Titre original : Los ojos de Julia
- Réalisation : Guillem Morales
- Scénario : Guillem Morales et Oriol Paulo
- Direction artistique : Balter Gallart
- Photographie : Óscar Faura
- Montage : Joan Manel Vilaseca
- Musique : Fernando Velázquez et Gustavo Gini
- Décors : Balter Gallart
- Costumes : Maria Reyes
- Son : Oriol Tarragó
- Production : Joaquin Padro, Guillermo del Toro, Mar Targarona et Mercedes Gamero
  - Production exécutive : Ricardo García et Cruz Rodríguez
- Sociétés de production : Rodar y Rodar Cine y Televisión, Antena 3 Films, Televisió de Catalunya et Mesfilms
- Sociétés de distribution :
  -  Espagne : DeAPlaneta
  -  France : Universal Pictures International
- Budget : 5 000 000 euros
- Pays : Espagne
- Langue : espagnole
- Format : Couleur
2.35:1 • 35 mm
Dolby Digital
- Genre : Thriller, épouvante
- Durée : 120 minutes
- Date de sortie :
  -  Espagne : 20 octobre 2010
  -  France : 22 décembre 2010
- Interdit aux moins de 12 ans lors de sa sortie en salles

## Distribution
- Belén Rueda (VF : Isabelle Gardien) : Julia / Sara
- Lluís Homar (VF : Frédéric van den Driessche) : Isaac
- Pablo Derqui (VF : Patrick Mancini) : Angel / le faux Iván
- Francesc Orella (VF : Jean-Michel Fête) : Inspecteur Dimas
- Joan Dalmau (VF : Philippe Nahon) : Créspulo
- Boris Ruiz (VF : Daniel Briquet) : Blasco
- Daniel Grao (VF : Félicien Juttner) : Docteur Román
- Clara Segura : Mina
- Andrea Hermosa (VF : Nastassja Girard) : Lía
- Julia Gutiérrez Caba (VF : Frédérique Cantrel) : Soledad
- Dani Codina : Iván

Version française
Studio de doublage : Symphonia Films
Direction artistique : Isabelle Brannens
Adaptation : Rachèl Guillarme & Nelson Calderon
Source et légende : Version française (VF) sur Symphonia Films

## Production
Pour la deuxième fois, Guillermo del Toro a travaillé comme producteur pour la firme espagnole, en coproduisant le film avec Joaquin Padro et Mar Targarona de Rodar y Rodar Cine y Televisión. Le film met en vedette les rôles principaux de Belen Rueda et Lluís Homar. Le réalisateur Guillem Morales a écrit le scénario avec Oriol Paulo.